# Prompt Global Strike
La Prompt Global Strike (PGS), ou « frappe planétaire rapide » en français, est un programme des Forces armées des États-Unis lancé au début des années 2000 qui a pour but d'atteindre n'importe quelle cible sur la planète, et ce en moins d'une heure, à l'image des ICBM nucléaires,. Un tel système permettrait aux États-Unis de répondre bien plus rapidement à des menaces soudaines. La PGS serait aussi utile en cas de guerre nucléaire en remplaçant l'arme nucléaire sur presque 30% des cibles. Le programme englobe de nombreuses technologies acquises et en développement, dont les missiles conventionnels lancés depuis les airs et la surface de la mer et les missiles hypersoniques lancés depuis les profondeurs, même si rien n'a été confirmé à ce jour. 